# Juillet 1933
Cette page présente les faits marquants du mois de juillet 1933.

## Événements
- Juillet - août : Les communautés chrétiennes d’Irak entrent en conflit avec le gouvernement à majorité arabe, qui tente de les ramener sous son contrôle direct. Un millier de chrétiens assyriens, armés, entrent en Syrie, entraînant la réaction de l’armée française. Les forces irakiennes du général Bakr Sidqi attaquent les villages chrétiens et massacrent leurs habitants, causant la fuite d’une partie de la population en Syrie. Ceux qui restent cessent toute revendication et seront assimilés dans la population irakienne.
- Loi d’ordre public en Espagne.

- 1er juillet : 
  - création de la société Caudron-Renault;
  - premier vol du Douglas DC-1.

- 4 juillet : dissolution du parti populaire allemand.

- 5 juillet, Allemagne : le Zentrum se dissout.

- 6 juillet, Allemagne : fin de la révolution.
  - Hitler déclare qu'il faut conduire le courant incontrôlé de la révolution dans le lit tranquille de l'évolution.
  - Premières frictions avec Ernst Röhm, le chef des SA, selon lequel après la révolution nationale, il faut faire la révolution national-socialiste.

- 8 juillet, Allemagne : signature du concordat avec l'Église catholique romaine, au terme duquel les prêtres doivent se tenir éloignés de la politique.

- 9 juillet : Grand Prix automobile de Belgique.

- 11 juillet : premier vol du Dewoitine D.332 L'Émeraude.

- 14 juillet, Allemagne : le NSDAP devient officiellement parti unique.

- 15 juillet, Allemagne : loi sur la cartellisation obligatoire : un Conseil général de l’économie associant les grands industriels et l’État est créé. Les entreprises d’une même branche doivent obligatoirement se concerter ; ces cartels formeront la base du complexe militaro-industriel.

- 16 juillet[1] : Damien de Martel, haut-commissaire en Syrie (fin en 1939). Il tente d’imposer un traité qui marque la prééminence économique et militaire de la France en Syrie et qui consacre la division du pays. Le Parlement syrien rejette ce plan en décembre.

- 20 juillet : Le pape Pie XI signe le Concordat passé entre l'Église catholique romaine allemande et le pouvoir nazi.

- 26 juillet : la stérilisation est imposée aux personnes atteintes d’infirmités physiques et mentales dans le but de régénérer la race germanique.

- 27 juillet : la république espagnole reconnaît l’URSS.

- 29 juillet - 5 aout : le 25e congrès mondial d’espéranto a lieu à Cologne.

- 30 juillet :
  - Raj britannique, Indes britanniques : Gandhi est arrêté en raison de sa campagne en faveur des intouchables.
  - Portugal : création de l’Union nationale républicaine (União Nacional), organisation civique ouverte à tous les citoyens décidés à mettre en œuvre les idéaux de l’État nouveau. Elle est dirigée par Salazar.

## Naissances
- 3 juillet : Maximilien de Bade, prétendant au trône de Bade († 29 décembre 2022).
- 6 juillet : 
  - Henri Anglade, coureur cycliste français et directeur sportif († 10 novembre 2022).
  - Marcel Marnat, musicologue, journaliste et producteur de radio français († 17 décembre 2024).
- 14 juillet : Robert Bourassa, premier ministre du Québec.
- 18 juillet : Jean Yanne, acteur et réalisateur français († 23 mai 2003).
- 23 juillet : Richard Rogers, architecte britannique d'origine italienne.
- 26 juillet : Kathryn Hays, actrice américaine.
- 29 juillet : Habib Boularès, journaliste, écrivain et homme politique tunisien († 18 avril 2014).
- 30 juillet : 
  - Edd Byrnes, acteur américain.
  - Paul de Senneville, Compositeur de musique français († 23 juin 2023).

## Décès
- 3 juillet : Hipólito Yrigoyen, homme politique argentin.